# Иља Кваша
Иља Олегович Кваша (укр. Ілля Олегович Кваша; Миколајив, 5. март 1988) елитни је украјински скакач у воду и освајач бројних европских, светских и олимпијских медаља у овом спорту. Његова специјалност су скокови са даске са висина од једног и три метра у појединачној, и са 3 метра у синхронизованој конкуренцији парова.
Кваша је вишеструки европски првак у скоковима са даске. Био је део олимпијске репрезентације Украјине на Летњим олимпијским играма 2008. у Пекингу где је освојио бронзану медаљу (у пару са Алексејем Пригоровим), али и на Играма 2012. у Лондону где је у истој дисциплини и са истим партнером заузео 4. место (12 бодова иза трећепласираног америчког дуа).
На светским првенствима освојио је две сребрне медаље у скоковима са даске са висине од 1 метра, прву на СП 2013. у Барселони, а другу на СП 2015. у Казању. На светском првенству 2017. у Будимпешти освојио је бронзану медаљу у скоковима са даске у пару са Олегом Колодијем.